# 新潟県道102号荻川停車場線
新潟県道102号荻川停車場線（にいがたけんどう102ごう おぎかわていしゃじょうせん）は、新潟県新潟市秋葉区内の一般県道である。

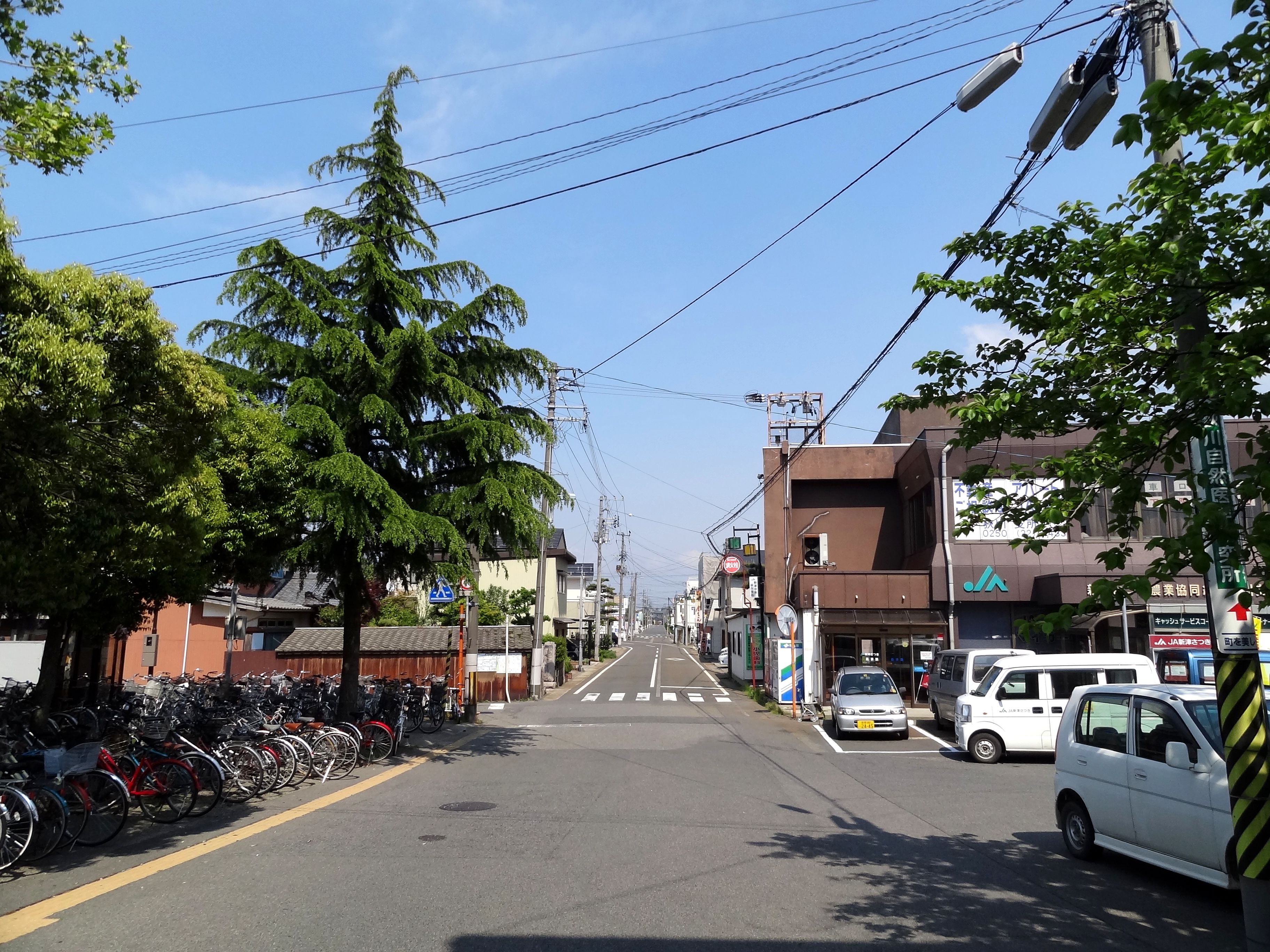
起点付近

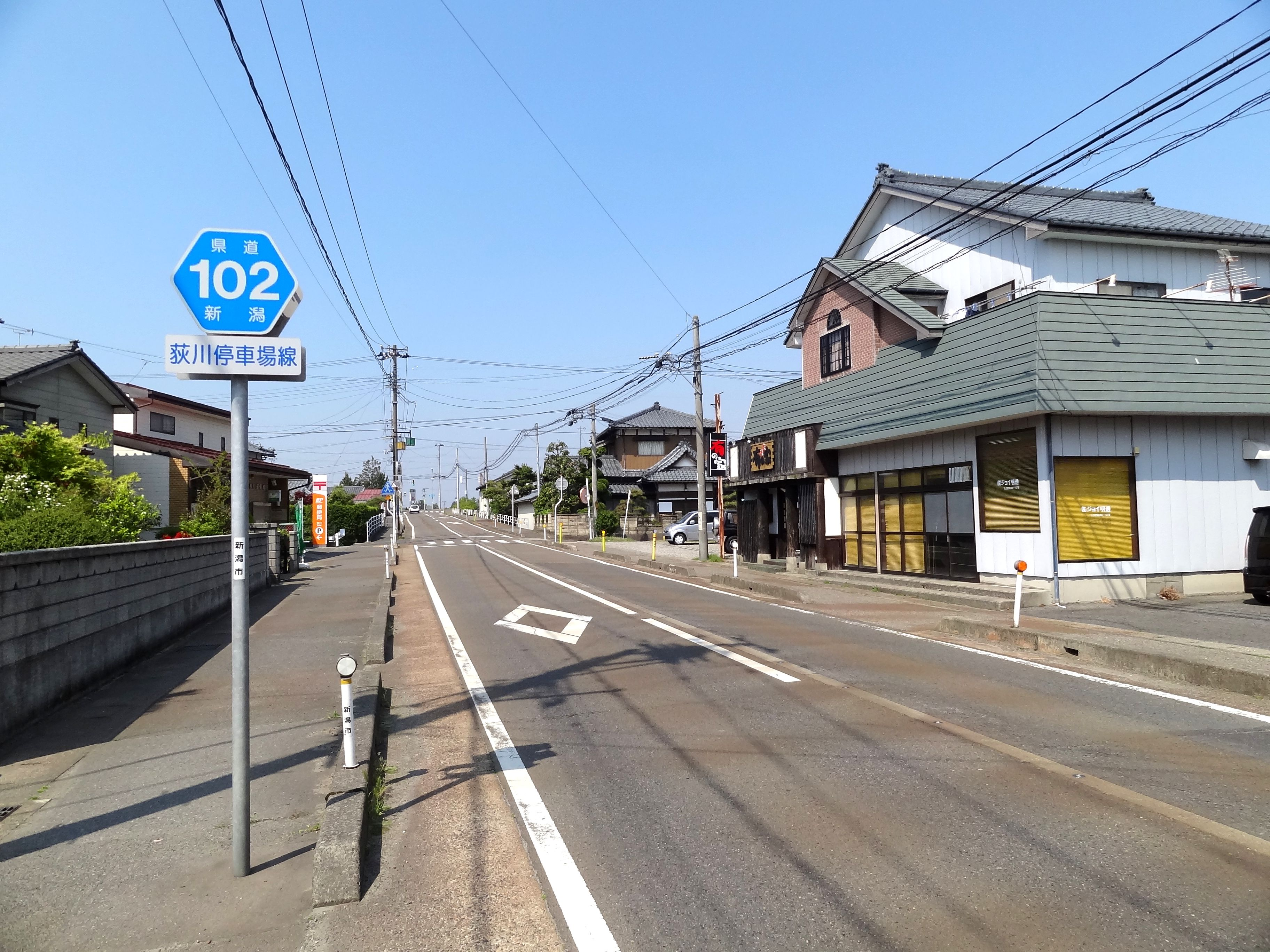
新潟市秋葉区中野付近

## 概要
JR信越本線・荻川駅東口と県道5号を結ぶ。

### 路線データ
- 起点：新潟市秋葉区中野（荻川駅東口）
- 終点：新潟市秋葉区中野（荻川駅前交差点＝新潟県道5号新潟新津線、新潟県道46号新潟中央環状線交点）
- 路線延長：

## 地理

### 通過する自治体
- 新潟県
新潟市（秋葉区）

### 交差する道路
- 新潟県道5号新潟新津線（荻川駅前交差点）※新潟県道46号新潟中央環状線重複区間